# Dopplerverbreiterung
Die Doppler-Verbreiterung ist die durch den Doppler-Effekt verursachte Verbreiterung von Spektrallinien. Diese Verbreiterung ist größer bei höheren Temperaturen und erschwert die Spektroskopie des sichtbaren Lichts bei der Untersuchung kleiner Moleküle (einschließlich Atome) und der Gammastrahlung bei Atomkernen. Die Dopplerverbreiterung ist geringer bei schwereren Molekülen.
Bei Kernreaktionen tritt eine vergleichbare Doppler-Verbreiterung der Resonanzen auf.

## Ursache
Würden sich die Teilchen, die eine Spektrallinie erzeugen, nicht bewegen, wäre diese Linie eine tatsächliche Linie für die entsprechende Frequenz. Aufgrund der thermischen Bewegung haben die Teilchen aber kein gemeinsames Ruhesystem, d. h. sie bewegen sich relativ zueinander und zum Beobachter. Der sieht aufgrund des Doppler-Effekts verschiedene Schwingungsfrequenzen. Dadurch verbreitert sich die Linie zu einem Band.
Physikalisch können die Teilchen als Oszillatoren beschrieben werden. Sie schwingen bezogen auf eine bestimmte Spektrallinie mit einer charakteristischen Frequenz {\displaystyle f_{0}}. Ein Beobachter sieht diese Frequenz, wenn er sich gegenüber dem Teilchen in Ruhe befindet.
Die Maxwell-Boltzmann-Verteilung für die Geschwindigkeit der Teilchen setzt sich um in eine Verteilung für die Frequenzen (bzw. Wellenlängen). Im Schwerpunktsystem der Teilchen beträgt der Mittelwert der Verteilung unverändert {\displaystyle f_{0}}, während die Breite (Standardabweichung) {\displaystyle \sigma _{f}} der Frequenzverteilung von der Temperatur {\displaystyle T} und der Teilchenmasse {\displaystyle m} abhängt:
{\displaystyle \sigma _{f}={\frac {f_{0}}{c}}{\sqrt {\frac {k_{\mathrm {B} }\,T}{m}}}}
mit
- der Lichtgeschwindigkeit {\displaystyle c}
- der Boltzmann-Konstante {\displaystyle k_{\mathrm {B} }}.

Die Linienverbreiterung wird üblicherweise durch die Halbwertsbreite {\displaystyle \delta f} der Verteilung beschrieben. Diese berechnet sich für die Gaußverteilung durch:
{\displaystyle \delta f=2{\sqrt {2\ln {2}}}\cdot \sigma _{f}}
Folglich ist die Linienverbreiterung:
{\displaystyle \Rightarrow \delta f={\frac {f_{0}}{c}}{\sqrt {\frac {8\,k_{\mathrm {B} }\,T\ln {2}}{m}}}}
Betrachtet man anstatt der Frequenz- die Wellenlängenskala, so gilt:
{\displaystyle \delta \lambda ={\frac {\lambda _{0}}{c}}{\sqrt {\frac {8\,k_{\mathrm {B} }\,T\ln {2}}{m}}}}

## Beispiele

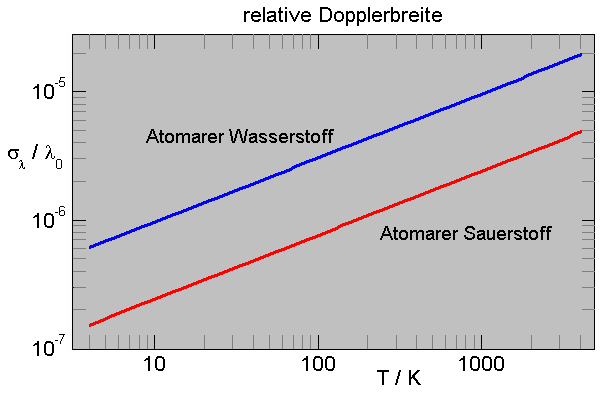
Relative Linienbreite in Abhängigkeit von der Temperatur

Das nebenstehende Diagramm zeigt die relative Linienbreite (d. h. das Verhältnis {\displaystyle {\frac {\sigma _{\lambda }}{\lambda _{0}}}={\frac {1}{c}}{\sqrt {\frac {k_{\mathrm {B} }\,T}{m}}}} der Standardabweichung des Doppler-Profils zur zentralen Wellenlänge) in Abhängigkeit von der Temperatur:
- bei Zimmertemperatur liegt es nur bei etwa 10−6, damit beträgt die Doppler-Breite im Optischen nur etwa 0,001 nm.
- In den Atmosphären heißer Sterne wird eine relative Breite bis etwa 10−4 erreicht, was im Sichtbaren einer absoluten Breite von etwa 0,1 nm entspricht.

Sauerstoff ist sechzehn Mal so schwer wie Wasserstoff, so dass seine relative Doppler-Breite bei gleicher Temperatur nur ein Viertel von der des Wasserstoffs beträgt.
Tatsächlich sind Spektrallinien oft wesentlich breiter, weil durch Stöße mit anderen Teilchen während eines Absorptions- oder Emissionsvorgangs zusätzlich die Druckverbreiterung auftritt.

## Auswirkungen
Da die Doppler-Verbreiterung bei atomaren Übergängen meist um mehrere Größenordnungen größer ist als die natürliche Linienbreite, erschwert sie eine hochauflösende Spektroskopie. Sie verhindert beispielsweise das Auflösen der Hyperfeinstruktur. Es gibt allerdings moderne spektroskopische Verfahren wie die dopplerfreie Sättigungsspektroskopie, welche durch geschickte Anordnungen die Doppler-Verbreiterung ausschalten.

## Kern- und Neutronenphysik
Bei Kernreaktionen wird der Begriff Dopplerverbreiterung ebenfalls verwendet. Er bezieht sich hier aber nicht auf Spektrallinien, sondern auf eine Verbreiterung der Resonanzen. Diese werden physikalisch mit der Anregungsfunktion beschrieben. Bei Zusammenstößen mit freien Teilchen hängt die Stoßenergie auch von der thermischen Bewegung der Atome oder Moleküle eines Materials ab. Dadurch wird es mit zunehmender Temperatur wahrscheinlicher, dass die Absorption eines Geschossteilchens gegebener Energie gerade zu einem der möglichen Energieniveaus des betreffenden Compoundkerns führt.
Besonders wichtig ist diese Verbreiterung der Resonanz für Kernreaktoren. Sie führt mit steigender Temperatur im Reaktor zu einem Verlust von Neutronen, weil diese vermehrt von Uran-238-Atomkernen eingefangen werden. Der Effekt, fachsprachlich oft einfach Dopplereffekt genannt, wird durch den Dopplerkoeffizienten der Reaktivität beschrieben. Dieser gibt den Reaktivitätsbeitrag pro Grad Temperaturerhöhung an und ist stets negativ, also für die Reaktorleistung stabilisierend.